# Selección de fútbol sub-17 de Curazao
La Selección de fútbol sub-17 de Curazao es el equipo que representa al país en el Mundial Sub-17 y en el Campeonato Sub-17 de la Concacaf; y es controlado por la Federación de Fútbol de Curazao.

## Participaciones

### Mundial Sub-17
| Año                         | Fase                        | Posición                    | PJ                          | PG                          | PE                          | PP                          | GF                          | GC                          |
| --------------------------- | --------------------------- | --------------------------- | --------------------------- | --------------------------- | --------------------------- | --------------------------- | --------------------------- | --------------------------- |
| antes de México 2011        | Véase Antillas Neerlandesas | Véase Antillas Neerlandesas | Véase Antillas Neerlandesas | Véase Antillas Neerlandesas | Véase Antillas Neerlandesas | Véase Antillas Neerlandesas | Véase Antillas Neerlandesas | Véase Antillas Neerlandesas |
| Emiratos Árabes Unidos 2013 | No clasificó                | No clasificó                | No clasificó                | No clasificó                | No clasificó                | No clasificó                | No clasificó                | No clasificó                |
| Chile 2015                  | No clasificó                | No clasificó                | No clasificó                | No clasificó                | No clasificó                | No clasificó                | No clasificó                | No clasificó                |
| India 2017                  | No clasificó                | No clasificó                | No clasificó                | No clasificó                | No clasificó                | No clasificó                | No clasificó                | No clasificó                |
| Brasil 2019                 | No clasificó                | No clasificó                | No clasificó                | No clasificó                | No clasificó                | No clasificó                | No clasificó                | No clasificó                |
| Indonesia 2023              | No clasificó                | No clasificó                | No clasificó                | No clasificó                | No clasificó                | No clasificó                | No clasificó                | No clasificó                |
| Catar 2025                  | Por disputarse              | Por disputarse              | Por disputarse              | Por disputarse              | Por disputarse              | Por disputarse              | Por disputarse              | Por disputarse              |
| Total                       | 0/4                         | 0º                          | 0                           | 0                           | 0                           | 0                           | 0                           | 0                           |

### Campeonato Sub-17 de la Concacaf
| Campeonato Sub-17 de la Concacaf | Campeonato Sub-17 de la Concacaf | Campeonato Sub-17 de la Concacaf | Campeonato Sub-17 de la Concacaf | Campeonato Sub-17 de la Concacaf | Campeonato Sub-17 de la Concacaf | Campeonato Sub-17 de la Concacaf | Campeonato Sub-17 de la Concacaf |
| Año                              | Ronda                            | J                                | G                                | E                                | P                                | GF                               | GC                               |
| -------------------------------- | -------------------------------- | -------------------------------- | -------------------------------- | -------------------------------- | -------------------------------- | -------------------------------- | -------------------------------- |
| antes de 2011                    | Véase Antillas Neerlandesas      | Véase Antillas Neerlandesas      | Véase Antillas Neerlandesas      | Véase Antillas Neerlandesas      | Véase Antillas Neerlandesas      | Véase Antillas Neerlandesas      | Véase Antillas Neerlandesas      |
| 2013                             | No clasificó                     | No clasificó                     | No clasificó                     | No clasificó                     | No clasificó                     | No clasificó                     | No clasificó                     |
| 2015                             | No clasificó                     | No clasificó                     | No clasificó                     | No clasificó                     | No clasificó                     | No clasificó                     | No clasificó                     |
| 2017                             | Fase de grupos                   | 3                                | 1                                | 0                                | 2                                | 1                                | 4                                |
| 2019                             | Octavos de final                 | 4                                | 0                                | 2                                | 2                                | 4                                | 11                               |
| 2023                             | Fase de grupos                   | 3                                | 0                                | 0                                | 3                                | 3                                | 21                               |
| Total                            | 3/5                              | 9                                | 1                                | 2                                | 6                                | 8                                | 36                               |